# Magnetspektrometer
Ein Magnetspektrometer ist ein Gerät, welches die Impulsverteilung und damit auch die jeweilige Energie geladener Teilchen durch Einsatz eines Magnetfeldes messen kann.

## Grundprinzip
Die Messung nutzt die Tatsache, dass wegen der geschwindigkeitsabhängigen Lorentzkraft geladene Teilchen im Magnetfeld stärker abgelenkt werden, wenn ihre Geschwindigkeit (und damit ihr Impuls) größer ist. Deshalb kann man aus der Flugbahn bzw. dem Auftreffort der Teilchen auf ihren Impuls schließen.
Wenn durch zusätzliche Szintillationszähler, Detektoren für Tscherenkow-Strahlung bzw. einer Flugzeitmessung weitere Informationen über die Teilchen erhoben werden, so können die Teilchen auch identifiziert werden. Wenn beispielsweise die Geschwindigkeit und die Ladung des Teilchens bekannt sind, so kann durch die Impulsmessung die Masse des Teilchens bestimmt werden.
Als Kennzeichnung eines Magnetspektrometers dient oft die Anordnung der magnetischen Ablenkfelder, verbreitet sind zum Beispiel Q3D-Spektrographen (ein Quadrupolmagnet und drei Dipolmagnete). Eine wichtige Kenngröße für ein Magnetspektrometer ist die Impulsauflösung.

## Einsatzgebiete
Magnetspektrometer werden vor allem bei Experimenten der Teilchenphysik verwendet.
Bei Kernstreuprozessen und Kernreaktionen kann man in Abhängigkeit vom Streuwinkel mit großer Genauigkeit Aussagen zu Art, Energie und Anzahl der Produkte treffen. Häufig werden Magnetspektrometer auch zur Analyse von Alpha- bzw. Beta-Zerfällen verwendet. Die Kosmische Strahlung wird häufig mit Magnetspektrometern untersucht (etwa mit dem Alpha-Magnet-Spektrometer, welches auf der ISS betrieben wird oder dem Payload for AntiMatter Exploration and Light-nuclei Astrophysics, kurz PAMELA, welches als Nutzlast des Resurs-DK1 seit 2006 die Erde umkreist), auch Stoßprozesse mit Kaonen werden gezielt untersucht.